# سیارک ۷۳۵۵
سیارک ۷۳۵۵ (به انگلیسی: 7355 Bottke، نامگذاری:1995HN2) هفت هزار و سیصد و پنجاه و پنجمین سیارک کشف شده‌است که در ۲۵ آوریل ۱۹۹۵ کشف شد.
قدر مطلق سیارک برابر ۱۳٫۲۰ است.